# Великомихайлівська сільська рада (Синельниківський район)
| Великомихайлівська сільська рада — колишній орган місцевого самоврядування у Синельниківському районі Дніпропетровської області з адміністративним центром у с. Великомихайлівка. Сільській раді були підпорядковані населені пункти: - с. Великомихайлівка - с. Заяче - с. Київське - с. Кодацьке - с. Носачі |

## Склад ради
Рада складалася з 12 депутатів та голови.

## Керівний склад сільської ради
| ПІБ                        | Основні відомості                                                              | Дата обрання | Дата звільнення |
| -------------------------- | ------------------------------------------------------------------------------ | ------------ | --------------- |
| Ярохович Анатолій Іванович | Сільський голова, 1966 року народження, освіта, член Селянської партії України | 26.03.2006   | 31.10.2010      |
| Ярохович Анатолій Іванович | Сільський голова, 1966 року народження, освіта вища, член Партії регіонів      | 31.10.2010   |                 |

Примітка: таблиця складена за даними джерела